# Serie B Profesional de Chile 1937
A Serie B Profesional de Chile de 1937 foi a 3ª edição do campeonato do futebol do Chile, segunda divisão. Em turno único os 5 clubes jogam todos contra todos.. Não havia ascenso para o Campeonato Chileno de Futebol de 1938, visto que o certame foi "rebaixado" para um torneio de times B dos da primeira divisão.

## Participantes
| Equipe                                          | Cidade           | Região                | No ano anterior | Estádio                       | Capacidade | Títulos        | Participações |
| ----------------------------------------------- | ---------------- | --------------------- | --------------- | ----------------------------- | ---------- | -------------- | ------------- |
| Club de Deportes Green Cross                    | Santiago         | Província de Santiago | Terceiro Lugar  | Estádio Carabineros           | 12.000     | 0 (não possui) | 3             |
| Santiago National Football Club                 | Santiago         | Província de Santiago | Quarto Lugar    | Estádio Santa Laura           | 22.375     | 1 (1935)       | 3             |
| Ferroviarios de Chile                           | Estación Central | Província de Santiago | Vice Campeão    | Estádio Población Los Nogales | 330        | 0 (não possui) | 3             |
| Club Universidad de Chile                       | Santiago         | Província de Santiago | Campeão         | Estádio Santa Laura           | 22.375     | 1 (1936)       | 3             |
| Corporación Club de Deportes Santiago Morning B | Independencia    | Província de Santiago | Equipe B        | Estádio Santa Laura           | 22.375     | 0 (não possui) | 1             |
| Audax Club Sportivo Italiano B                  | La Florida       | Província de Santiago | Equipe B        | Estádio Santa Laura           | 22.375     | 0 (não possui) | 1             |
| Club Social y Deportivo Colo-Colo B             | Ñuñoa            | Província de Santiago | Equipe B        | Campos de Sports de Ñuñoa     | 27.000     | 0 (não possui) | 1             |
| Club Deportivo Magallanes B                     | Maipú            | Província de Santiago | Equipe B        | Estádio de la Escuela Militar | ---        | 0 (não possui) | 1             |
| Club de Deportes Badminton B                    | Santiago         | Província de Santiago | Equipe B        | Estádio Carabineros           | 12.000     | 0 (não possui) | 1             |
| Club Deportivo Universidad Católica             | Las Condes       | Província de Santiago | Estreante       | Estádio Santa Laura           | 22.375     | 0 (não possui) | 1             |

## Campeão
| Campeão Chileno Serie B 1937                             |
| -------------------------------------------------------- |
| Club Universidad de Chile (Santiago) (2º título) Campeão |